# Баохэ
Баохэ́ (кит. упр. 包河, пиньинь Bāohé) — район городского подчинения городского округа Хэфэй провинции Аньхой (КНР).

## История
В январе 1951 года были созданы два Пригородных района, которые в ноябре того же года были объединены в единый Городской пригородный район (城郊区). В 1952 году он был разделён на Восточный пригородный район (东郊区) и Западный пригородный район (西郊区), но в 1955 году они вновь были объединены в Городской пригородный район. В марте 1960 года он был переименован в район Шушань (蜀山区), в июне того же года — в Северный городской район (北市区), а в 1963 году — в Пригородный район (郊区).
В 2002 году Пригородный район был переименован в район Баохэ.

## Административное деление
Район делится на 7 уличных комитетов и 2 посёлка.